# Pedro Reino

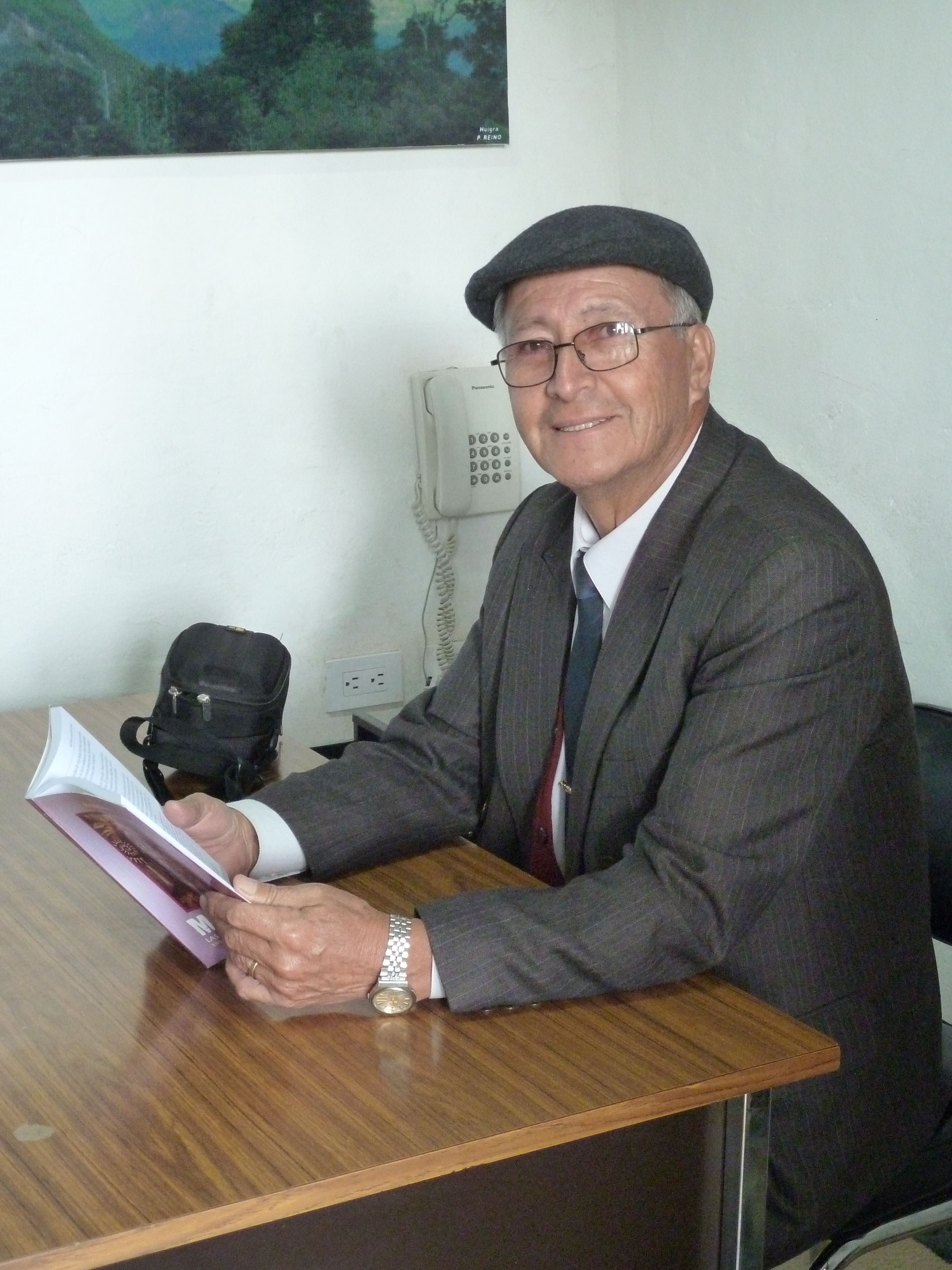
Pedro Reino in seinem Büro in der Quinta de Juan León Mera, Ambato, 2012

Pedro Arturo Reino Garcés (* 9. Februar 1951 in Cevallos, Ecuador) ist ein ecuadorianischer Schriftsteller, Historiker und Journalist. Als offizieller Chronist der Stadt Ambato hat er in zahlreichen Schriften die Geschichte der Provinz Tungurahua aufgearbeitet.

## Leben
Pedro Arturo Reino Garcés wurde als Sohn von Pedro Reino und Georgina Garcés geboren. Seine Grundschulausbildung durchlief er in seinem Heimatort Cevallos, die Höhere Schule absolvierte er am Colegio Nacional Simón Bolívar in Ambato. Er studierte Linguistik an der Universidad Técnica de Ambato sowie an der Universidad Central del Ecuador in Quito, wo er auch Quechua-Kurse belegte und eine musikalische Ausbildung am Conservatorio Nacional bekam. Unter anderem spielt er Mandoline, Flöte, Okarina, Dulzaina und Quena und hat, zusammen mit einer von ihm gegründeten Musikgruppe, mehrere Schallplatten mit eigenen, aus der regionalen Musiktradition inspirierten Kompositionen produziert. Von der Stadt Ambato erhielt er 1978 für seine Verdienste um die Verbreitung ecuadorianischer Musik, vor allem in Bolivien und Peru, die Auszeichnung Celiano Monge.
1977 und 1987 absolvierte er Post-Graduate-Studien aus Sprach- und Literaturwissenschaft am Instituto Caro y Cuervo in Bogotá (Kolumbien), wo er 1988 seinen Mastertitel aus Hispanistischer Linguistik verliehen bekam. 1983 erhielt er ein Stipendium für den XXVIII Curso Iberoamericano para Profesores de Lengua y Literatura Española in Madrid.
Er übte die Funktion eines Leiters der Escuela de Comunicación Social der Universidad Técnica de Ambato aus und war Vorstand der Kulturabteilung in der Landesregierung seiner Heimatprovinz Tungurahua. An der Universidad Técnica de Ambato lehrt er Phonetik und Phonologie, Semantik, Geschichte des Spanischen und Dialektologie. Außerdem hat er Literatur am Colegio Nacional „Simón Bolívar“ in Ambato unterrichtet. Er war auch mehrmals Gastprofessor an der Universidad de la Provincia de Bolívar, der Pontificia Universidad Católica in Quito und an der Universidad Central (Quito). Von 2000 bis 2002 übte er die Funktion eines Director Provincial de Antropología y Cultura im Departamento de Cultura del Concejo Provincial de Tungurahua aus.
In der Kulturszene seiner Heimatstadt ist Pedro Reino sehr aktiv und schreibt regelmäßig für diverse Zeitungen und Zeitschriften, wo er auch Gedichte veröffentlicht hat. Von 1983 bis 1984 war er Leiter der Kulturbeilage der Tageszeitung El Heraldo und von 2005 bis 2010 Leiter der Universitätsbibliothek der Universidad Técnica de Ambato. Im Jahr 2000 unternahm er eine Reise in die Dominikanische Republik in seiner Eigenschaft als Aktivist der bäuerlichen Bewegung, um unter den Auspizien der University of Utah (USA) Bewässerungssysteme zu studieren.
Einige seiner Texte sind übersetzt und in Japan, Südkorea, Jugoslawien und Österreich veröffentlicht. 2004 erhielt er den Premio Parlamento Latinoamericano für seinen Essayband Los quejidos del sol in São Paulo, Brasilien. In Peru wurde ihm der Literaturpreis „Octavio Paz“ zugesprochen, den er jedoch nicht entgegennehmen konnte, weil es ihm nicht möglich war, persönlich ins Nachbarland zu reisen.
Pedro Reino ist Mitglied der Casa de la Cultura Ecuatoriana in Ambato. Seit 2010 ist er offizieller Chronist auf Lebenszeit der Stadt San Juan de Ambato; als solcher sichtet und analysiert er zahlreiche Dokumente aus der Kolonialzeit in Archiven vor allem in Kolumbien und Ecuador.
Seit 2014 ist er Mitglied der Academia Nacional de Historia.

## Literarische Werke

### Romane
- La Ushinga 1807 (historischer Roman). Ambato: Universidad Técnica de Ambato, Editorial Pío XII, 2007.
- Mazorra. Las voces de mis calaveras (historischer Roman). Ambato: Casa de la Cultura Ecuatoriana, Núcleo de Tungurahua, 2009.
- Tren a Chuchubamba, Premio Nacional de Literatura "Miguel Riofrío", 2014. 2. Auflage 2015
- Nido de Rifles (Novela histórica sobre la estructuración de Ecuador como República). Ambato, Ed.Maxtudio, 2018

### Erzählungen und poetische Prosa
- Los Cirios de Piedra. Ambato: Editorial Pío XII, 1986.
- Vuelontananzas (Koautor). Riobamba: El Búho en el Ojo de la Memoria, Editorial Pedagógica Centro, 1991.
- Historias aún no contadas. Ambato: Editorial Maxtudio, 1998.
- Lo velaron en el pesebre. Relato testimonial. Cevallos – Tungurahua, 2009 (Eigenverlag).
- Historias de tinta y polvo, 2013
- El patrón virgencito de Cumbijín, 2013
- La Amante del burro desquiciado, 2015

### Lyrik
- Huracanes de sangre. Ambato: Editorial Pío XII, 1982.
- Ecos telúricos. Ambato: Editorial Pío XII, 1983.
- Guitarra cósmica. Poesía. Ambato: Editorial Pío XII, 1992. Neuauflage zweisprachig spanisch-deutsch Guitarra cósmica / Kosmische Gitarre. Aus dem ecuadorianischen Spanisch von Erna Pfeiffer. Ambato: Ed. Pío XII, 2011.
- Versos para tus dioses indefensos. Ambato: Editorial Pío XII, 1996.
- Cenizologías y rescoldos (2009, unveröffentlicht)

### Essay
- Letras contemporáneas en Tungurahua. Ambato: Editorial Pío XII, 1993 (Colección Urgente, 1).
- Lo que no se puede decir. Ambato: Editorial Pío XII, 1994 (Colección Urgente, 2).
- Los surcos de Bolívar en el Mar. Ambato: Editorial Pío XII, 2008. (Confraternidad Bolivariana de América, Capítulo República del Ecuador, Discurso de Incorporación)
- Culturahua. Ambato: Universidad Técnica de Ambato, 2010.
- De los oficios del verbo y la paciencia. Ambato: Maxtudio Creativos, 2010.
- Gente y memoria del Pueblo de los Baños – Tungurahua. Ambato: Editorial Pío XII, 2011.
- Los quejidos del sol. Ambato: Editorial Pío XII, 2011. (Premio Parlamento Latinoamericano, Brasil 2004)
- Catarsis y Metanoias. Ambato: Editorial Pío XII, 2011.
- Ecuador: Identidad a Martillazos. Ambato: Ed. Maxtudio, 2018

### Werk in deutscher Übersetzung
- „Poemario/Lyrik“ („Imbabura“, „Cayambe“, „Cotopaxi“), in: Lateinamerikanisches Kulturmagazin Xicóatl (Ziehender Stern) , 2. Jahr, Nr. 7, Mai/Juni 1993 (o. S.). [Übersetzung: Erna Pfeiffer]
- „Vielleicht wieder eine Sinnestäuschung“ („Acaso otro espejismo“), „Die Eingeborenen“ („Los naturales“), in Lateinamerikanisches Kulturmagazin Xicóatl (Ziehender Stern) , 4. Jahr, Nr. 19, Mai/Juni 1995, S. 14–16. [Übersetzung: Erna Pfeiffer]
- „El trato personal“ / „Der persönliche Umgang. Machtbedeutungen in der ekuatorianischen Andengesellschaft“. Lateinamerikanisches Kulturmagazin Xicóatl (Ziehender Stern) , 8. Jahr, Nr. 43, Juli/August 1999. [Übersetzung: Renato Vecellio]
- Guitarra cósmica / Kosmische Gitarre. Ins Deutsche übersetzt von Erna Pfeiffer. Ambato: Editorial Pío XII, 2011.
- América: Guitarra de otros verbos / Amerika: Gitarre anderer Worte. Edición crítica y traducción de Erna Pfeiffer. Herausgegeben, kritisch annotiert und übersetzt von Erna Pfeiffer. Con una introducción de Germán Calvache Alarcón e ilustraciones de Oswaldo Viteri. Mit einer Einleitung von Germán Calvache Alarcón und Illustrationen von Oswaldo Viteri. Frankfurt am Main [et al.]: Peter Lang Edition, 2013. (Ecuador: Studien und Editionen, Bd. 3) ISBN 978-3-631-64029-6

| Personendaten    | Personendaten                                              |
| ---------------- | ---------------------------------------------------------- |
| NAME             | Reino, Pedro                                               |
| ALTERNATIVNAMEN  | Reino Garcés, Pedro Arturo (vollständiger Name)            |
| KURZBESCHREIBUNG | ecuadorianischer Schriftsteller, Historiker und Journalist |
| GEBURTSDATUM     | 9. Februar 1951                                            |
| GEBURTSORT       | Cevallos, Ecuador                                          |